# The Way I Are
Singles de Timbaland
Give It to Me
(2007) Apologize
(2007)
Singles par Keri Hilson
Help
(2007) Good Things
(2007)
The Way I Are est le deuxième single de Timbaland extrait de Timbaland presents Shock Value. La chanson comprend des couplets de Keri Hilson et du rappeur D.O.E, Sebastian qui ont tous deux signés au label de Timbaland, Mosley Music Group.

## Clip vidéo
Le clip a été tourné à Salford (Greater Manchester, Royaume-Uni). Il a été réalisé par Shane Drake. Le frère de Timbaland, Sebastian, fait un couplet supplémentaire dans le clip.

## Remixes / versions
- The Way I Are (Album version)
- The Way I Are (Extended version): Version avec D.O.E. et Sebastian (Maxi Single UK)
- The Way I Are (Version française) : version avec la chanteuse Tyssem qui remplace Keri Hilson ;
- The way I Are (Version Japonaise) (Feat Hiromi & Wise);
- The Way I Are (Radio Edit) : version sans rap, avec des couplets de Keri Hilson plus longs ;
- The Way I Are (Nephew Remix) : version remixée par le groupe de rock danois Nephew avec des samples de leurs chansons (Album Version Deluxe);
- The Way I Are (Axwell Original Remix): version remixée par Axwell.

## Sample
The Way I Are reprend un sample du titre Push It de Salt-n-Pepa produit par Hurby Azor et sorti en 1987.

## Classements
| Classement (2007)                       | Meilleure position |
| --------------------------------------- | ------------------ |
| Allemagne (Media Control AG)            | 5                  |
| Australie (ARIA)                        | 1                  |
| Autriche (Ö3 Austria Top 40)            | 4                  |
| Belgique (Flandre Ultratop 50 Singles)  | 2                  |
| Belgique (Wallonie Ultratop 50 Singles) | 2                  |
| Canada (Hot 100)                        | 1                  |
| Danemark (Tracklisten)                  | 1                  |
| Écosse (OCC)                            | 1                  |
| États-Unis (Hot 100)                    | 3                  |
| Finlande (Suomen virallinen lista)      | 4                  |
| France (SNEP)                           | 2                  |
| Europe (Hot 100)                        | 1                  |
| Irlande (IRMA)                          | 1                  |
| Norvège (VG-lista)                      | 1                  |
| Nouvelle-Zélande (RMNZ)                 | 2                  |
| Pays-Bas (Single Top 100)               | 4                  |
| Tchéquie (IFPI Rádio)                   | 4                  |
| Royaume-Uni (UK Singles Chart)          | 1                  |
| Royaume-Uni (UK R&B Chart)              | 1                  |
| Slovaquie (IFPI Rádio)                  | 1                  |
| Suède (Sverigetopplistan)               | 2                  |
| Suisse (Schweizer Hitparade)            | 3                  |